# 河野壽
河野 壽（こうの ひさし、1907年（明治40年）3月27日 - 1936年（昭和11年）3月6日）は、日本の陸軍軍人。航空兵大尉。所沢陸軍飛行学校操縦学生。
二・二六事件に参加、湯河原で牧野伸顕を襲撃したが負傷、後に自決した。

## 略歴
- 長崎県佐世保市出身。小学校4年のとき、熊本県熊本市に転居、碩台小学校に編入。
- 旧制・熊本県立済々黌中学校(熊本県立済々黌高等学校)を経て、熊本陸軍幼年学校に入学。
- 1928年（昭和3年）7月 - 陸軍士官学校（40期）卒業
- 1928年（昭和3年）10月 - 陸軍砲兵少尉・横須賀重砲兵聯隊附
- 1931年（昭和6年）10月 - 陸軍砲兵中尉
- この頃、村中孝次と知り合う。
- 1934年（昭和9年）2月 - 所沢陸軍飛行学校機関科学生
- 1934年（昭和9年）10月 - 陸軍航空兵中尉（転科）・飛行第12聯隊附
- 1935年（昭和10年）8月 - 陸軍航空兵大尉・所沢陸軍飛行学校操縦学生
- 1936年 - 二・二六事件に参加、湯河原で前内大臣の牧野伸顕を襲撃。

## 二・二六事件
民間人を主体とした襲撃部隊（河野以下8人）を指揮し自動車2台に分乗、歩兵第一連隊を2月26日0時40分頃出発。
5時頃湯河原に到着、伊藤屋旅館の元別館である「光風荘」にいた牧野伸顕前内大臣を襲撃した。警護の巡査皆川義孝は河野らに拳銃を突きつけられて案内を要求されたが、従う振りをしつつ、振り向きざまに発砲し、河野及び予備役曹長宮田晃を負傷させたが、皆川巡査は殺害された。
脱出を図った牧野は襲撃部隊に遭遇したが、旅館の従業員が牧野を「ご隠居さん」と呼んだために旅館主人の家族と勘違いした兵士によって石垣を抱え下ろされ、近隣の一般人が背負って逃げた。
この際、旅館の主人・岩本亀三と牧野の使用人で看護婦の森鈴江が銃撃を受けて負傷している。

### 自決

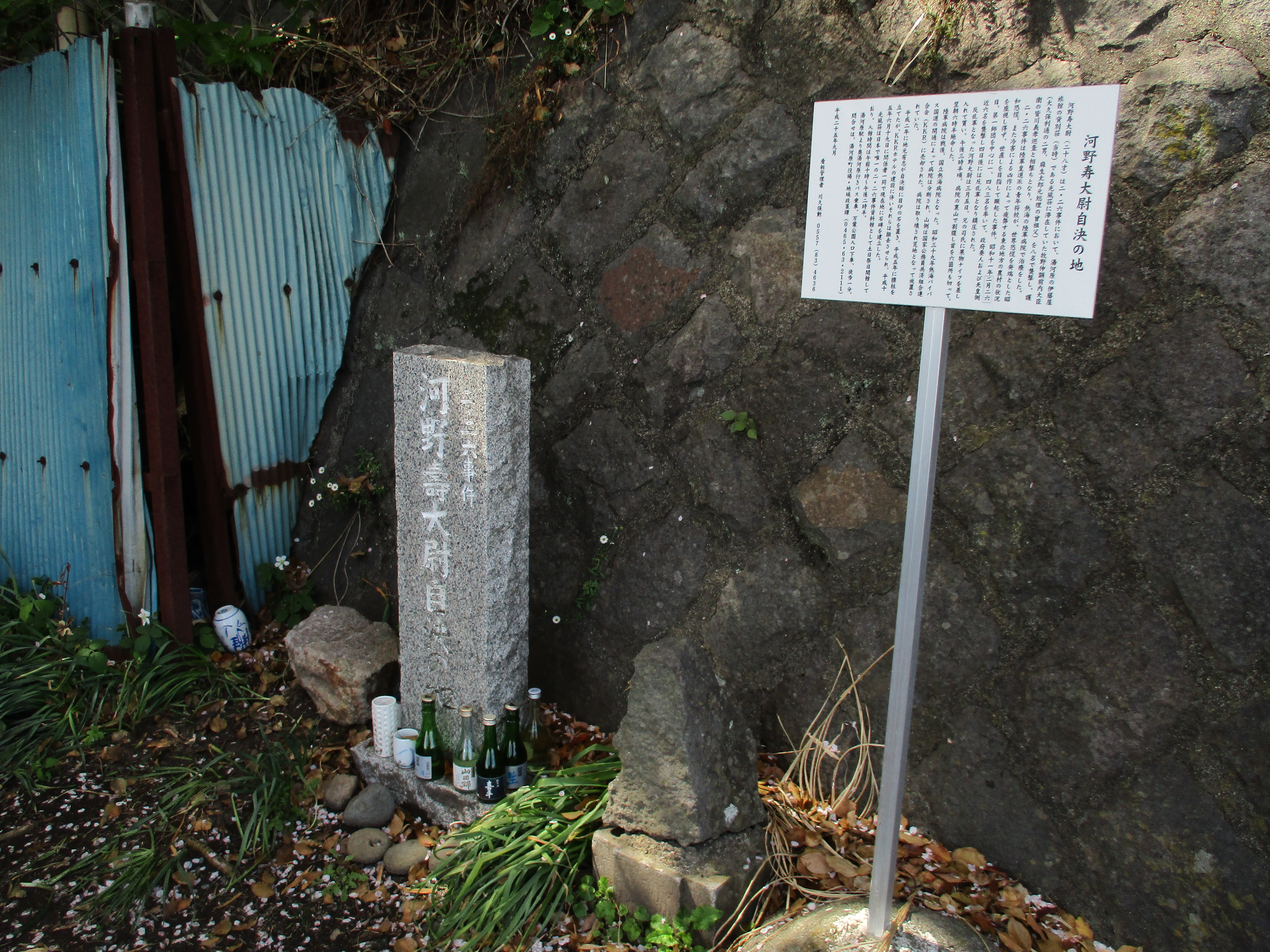
静岡県熱海市にある、自決の地の碑（2021年4月）

牧野伸顕襲撃時に負傷、東京第一衛戍病院熱海分院（現国際医療福祉大学熱海病院）に入院していた河野の元には、弟たちから自決を促す電報が寄せられていたが、本人は既に自決することを決めていたと言われる。
面会に来た兄・河野司（当時上野松坂屋勤務）に自決用の刃物を密かに持参するよう依頼した。司は、渋谷・道玄坂の刃物店で果物ナイフを購入、差し入れを行った。3月5日午後、軍服に着替えて病室を抜けだした河野は、分院の外で割腹、頸動脈を突いて自決した。しかし果物ナイフだったことから致命傷にはならず、16時間が経った3月6日朝に死亡、28歳。葬儀は東京で行われ、徳川好敏中将ら所沢飛行学校の教官、同期らも参列したという。
死後のことながら、没日付で正七位返上を命じられ、大礼記念章（昭和）を褫奪された。
辞世「あを嵐過ぎて静けき日和かな」
墓所 は賢崇寺（東京都港区元麻布）
なお、自決時の果物ナイフ、遺品などは、襲撃現場となった光風荘に展示されている。

## 親族について
実家
父・左金太（海軍少将）
元来河野家とは縁がなかった熊本への転居について、司は子弟教育を考えたうえでのことと推測している。
兄・司
明治38年1月に呉において生まれる。済々黌中学校を経て東京商科大学を卒業した。二・二六事件発生時は、上野松坂屋に勤務していたが、事件を機に退社した。以降、事件の関係資料収集、遺族会の世話役などを務めた。海南島において終戦を迎えた。戦後に『二・二六事件－獄中手記・遺書』を編した。

## 出身校について
旧制・熊本県立済々黌中学校(熊本県立済々黌高等学校)は、事件に関わった青年将校を他にも輩出している。
- 林正義 - 海軍中尉。五・一五事件に連座し、内乱予備罪で有罪。
- 安田優 - 陸軍砲兵少尉。二・二六事件に参加、斎藤実内大臣、渡辺錠太郎教育総監を襲撃・殺害、死刑。
- 清原康平 - 陸軍少尉。二・二六事件に参加、反逆罪（群衆指揮など）で無期禁固刑（のち恩赦）。

## 演じた俳優について
映画
- 村山京司（『叛乱』、1954年）
- 本木雅弘（『226』、1989年）